# Bubutan
Bubutan é um kecamatan (subdistrito) da cidade de Surabaia, na Província Java Oriental, Indonésia.

## Keluharan
Bubutan possui 5 keluharan:
- Jepara
- Tembok Dukuh
- Alun-Alun Contong
- Bubutan
- Gundih